# Familjen Björck (film)
Familjen Björck är en svensk komedifilm från 1940 i regi av Anders Henrikson. Filmversionen har sin förlaga i radioserien med samma namn, som var populär och gick i svensk radio 1936–1943.

## Handling
Familjen Björck är en vanlig medelklassfamilj med två barn, Greta och Ville. Lyckan hotas på två sätt: Greta föredrar Börje Schack istället för den välartade Bertil. Den fala fru Holten försöker snärja ingenjör Björck. Men genom Villes ingripande återställs ordningen.

## Om filmen
Familjen Björck regisserades av Anders Henrikson och manus skrevs av Ragnar Hyltén-Cavallius (efter Alice Svensks sketcher och material från radioserien). Huvudrollerna som Herr och Fru Björck spelades av det vid tiden mycket kända skådespelarparet Olof och Frida Winnerstrand (verksamma under flera år på Dramaten), som även spelade samma roller i radioversionen.
Filmen premiärvisades den 20 januari 1940 på biograf Royal i Eskilstuna. Filmen spelades in vid Sandrew-ateljéerna i Stockholm mellan den 16 november 1939 och den 2 januari 1940 med exteriörer från Skansen i Stockholm av Ernst Westerberg.
Familjen Björck sägs bo på "Sveagatan" (i både radio- och filmversionen) men huset som panoreras och zoomas in av filmkameran i filmens intro är dock ett av husen och lägenheterna på Strandvägen i Stockholm (sett från Djurgården och Djurgårdsbron).
Filmmusiken komponerades av Thore Ehrling med spår som "Björcks vals" (instrumental) och "Vår egen lyckas smed" (sång Carl-Axel Hallgren).
I Danmark fick filmen titeln Hvad Fatter gør -- er ikke altid det rigtige. I december 1941 kortades filmen ner med nära 500 meter och bytte samtidigt titel till Ville, alla tiders kille för att passa som matinéprogram.
Familjen Björck har visats vid ett flertal tillfällen i SVT, bland annat 1996, 2004, i maj 2022 och i juli 2024.

## Rollista i urval
- Olof Winnerstrand – Gösta Björck, ingenjör
- Frida Winnerstrand – Karin Björck, hans hustru
- Birgitta Arman – Greta Björck, deras dotter
- Åke Johansson – Ville Björck, deras son
- Margit Manstad – fru Astrid Holten
- Carin Swensson – Hulda, familjen Björcks hembiträde
- Gull Natorp – tant Inga
- Carl-Axel Hallgren – Bertil Fogman
- Ulf Westman – Börje Schack
- Carl-Gunnar Wingård – direktör Karlgren, Bertils morbror
- Anna-Lisa Baude – fröken Widén, Björcks sekreterare
- Artur Rolén – revisor Edvin Holten, Astrid man
- Julie Bernby – fröken Engström, sekreterare
- Viran Rydkvist – dam på hundutställning
- Harry Roeck-Hansen – Algot, en vän till Astrid Holten
- Gerda Björne – Irma, tant Ingas väninna

## Musik i filmen
- "Sjungom studentens lyckliga dag (Studentsång)", kompositör Prins Gustaf, text Herman Sätherberg, instrumental
- "Björcks vals", kompositör Thore Ehrling och Eskil Eckert-Lundin, instrumental, dans Olof Winnerstrand och Frida Winnerstrand
- "Vår egen lyckas smed", kompositör Thore Ehrling och Curt Sandegren, text Fritz Gustaf, sång Carl-Axel Hallgren